# Besa Shahini
Besa Shahini (ur. 1982 w Prisztinie) - minister edukacji, sportu i młodzieży Albanii w latach 2019-2020. Jest autorką ponad 20 publikacji naukowych z zakresu edukacji i integracji europejskiej, współpracuje również z kosowskimi mediami.

## Życiorys
W 1999 roku wraz z rodziną wyemigrowała do Kanady. Studiowała tam na York University i na Uniwersytecie w Yorku, na Pearson College w Toronto. Studia kontynuowała na berlińskiej uczelni Hertie School. Następnie była wykładowcą na Instytucie Studiów Międzynarodowych w Barcelonie, pracowała też jednocześnie jako niezależny analityk polityczny do spraw integracji europejskiej i edukacji w Prisztinie i w Berlinie. Badała również proces demokratyzacji Albanii, przystąpienia Chorwacji do Unii Europejskiej oraz znoszenia wiz przez państwa zachodniobałkańskie.
W latach 2017–2019 pełniła funkcję wiceministra edukacji, sportu i młodzieży. 17 maja 2019 roku Besa Shahini została powołana przez prezydenta Albanii Ilira Metę na stanowisko ministra tego resortu, zastępując Linditę Nikollę. Funkcję tę pełniła do 14 września 2020.
Shahini deklaruje biegłą znajomość języka angielskiego, serbskiego, francuskiego i niemieckiego.